# ターク県

ターク県
จังหวัดตาก

- この項目は英語版を元に作成されています。

ターク県（タークけん、タイ語: จังหวัดตาก）は、タイ・北部の県（チャンワット）の一つである。メーホンソーン県、チエンマイ県、ラムプーン県、ラムパーン県、スコータイ県、カムペーンペット県、ナコーンサワン県、ウタイターニー県、カーンチャナブリー県と接する。ターク県西部には非常に長いミャンマーとの国境線がある。

## 地理
アジアで2番目の大きさを誇るプーミポン・ダムがある（ちなみに第一位は未完成の長江ダムである）。ダムが作る人工湖はタイ最大の300km2を誇る。
県は中央よりやや南が東西から締め付けられる形でくびれており、特にくびれたところから南部は入植が比較的少なかったために手つかずの自然が残っている。この地域の一部はユネスコの世界遺産（自然遺産、トゥンヤイ-フワイ・カーケン野生生物保護区）に登録されたフワイ・カーケン野生生物保護区の保護地区でもある。県内は全体に山岳地帯が多く、森も多いことから耕作に適した地域が非常に少ない。一方、県内には6つの国立公園を抱え上記世界遺産の緩衝地帯を形成している。
また県は亜鉛、石灰石、長石、大理石、石炭などの工業用の鉱石を多く産出する。このため県内には50近くの採掘場が設置されており、これらは年間40億バーツもの利潤を県内にもたらしている。

### 気候
山間部の盆地に位置するため、乾季の昼間は非常に高温となり、4月は40℃近くまで気温が上昇することが多い。雨季はおおよそ5〜10月となる。
| ターク (1981–2010)の気候                                                             | ターク (1981–2010)の気候 | ターク (1981–2010)の気候 | ターク (1981–2010)の気候 | ターク (1981–2010)の気候 | ターク (1981–2010)の気候 | ターク (1981–2010)の気候 | ターク (1981–2010)の気候 | ターク (1981–2010)の気候 | ターク (1981–2010)の気候 | ターク (1981–2010)の気候 | ターク (1981–2010)の気候 | ターク (1981–2010)の気候 | ターク (1981–2010)の気候 |
| 月                                                                                   | 1月                      | 2月                      | 3月                      | 4月                      | 5月                      | 6月                      | 7月                      | 8月                      | 9月                      | 10月                     | 11月                     | 12月                     | 年                       |
| ------------------------------------------------------------------------------------ | ------------------------ | ------------------------ | ------------------------ | ------------------------ | ------------------------ | ------------------------ | ------------------------ | ------------------------ | ------------------------ | ------------------------ | ------------------------ | ------------------------ | ------------------------ |
| 平均最高気温 °C （°F）                                                               | 32.4 (90.3)              | 35.3 (95.5)              | 37.6 (99.7)              | 38.5 (101.3)             | 35.2 (95.4)              | 33.0 (91.4)              | 32.5 (90.5)              | 32.3 (90.1)              | 32.6 (90.7)              | 31.7 (89.1)              | 31.1 (88)                | 30.5 (86.9)              | 33.56 (92.41)            |
| 平均最低気温 °C （°F）                                                               | 17.0 (62.6)              | 19.8 (67.6)              | 23.9 (75)                | 26.2 (79.2)              | 25.6 (78.1)              | 25.3 (77.5)              | 25.1 (77.2)              | 24.8 (76.6)              | 24.2 (75.6)              | 23.0 (73.4)              | 20.5 (68.9)              | 17.0 (62.6)              | 22.7 (72.86)             |
| 雨量 mm （inch）                                                                     | 2.1 (0.083)              | 8.7 (0.343)              | 12.1 (0.476)             | 57.6 (2.268)             | 174.9 (6.886)            | 127.8 (5.031)            | 87.7 (3.453)             | 115.8 (4.559)            | 215.5 (8.484)            | 199.2 (7.843)            | 54.6 (2.15)              | 5.1 (0.201)              | 1,061.1 (41.777)         |
| 平均降雨日数 （≥1 mm）                                                               | 1                        | 1                        | 2                        | 4                        | 14                       | 15                       | 15                       | 16                       | 18                       | 15                       | 6                        | 1                        | 108                      |
| % 湿度                                                                               | 65                       | 54                       | 49                       | 54                       | 69                       | 74                       | 73                       | 74                       | 78                       | 82                       | 78                       | 72                       | 68.5                     |
| 出典：Thai Meteorological Department (Normal 1981-2010), (Avg. rainy days 1961-1990) |                          |                          |                          |                          |                          |                          |                          |                          |                          |                          |                          |                          |                          |

## 歴史
もともと、ターク県の周辺はモン族の居住地だったが、11世紀頃からのタイ族の進出に伴いターク県の地域でもタイ人の入植が行われた。ターク県に移住したタイ族のグループは北部メーホンソーン県のサルウィン川上流に住んでいたタイ族のグループで、その後サルウィン川を南下した後にグループの一部が分裂し、この分裂したグループの内サルウィーン川を乗り越えて現在のメーソート郡に定住したものが現在のターク県民と考えられている。このメーソートに移住したグループは後に現在のターク（県庁所在地）にも移住した。
ターク県の歴史の歴史は、現在のラムパーン（ラムパーン県）に存在したハリプンチャイ王国の創設者チャマデヴィ女王が633年（ただし、学術的に言われているチャマデヴィ女王の即位前の年代であり、矛盾がある）に現在のターク県に足をのばしたが、そのとき、当時有ったムアン（都市）を放棄して新たにムアン・タークという都市を建設せよという命令を出したことに始まったと言われる。
スコータイ王朝時代に作られたとされるラームカムヘーン大王碑文には、王子時代のラームカムヘーンがチョート（現在の県庁所在地タークの近く）の国主クン・サームチョンと騎馬戦を行って負けたと言う記述があり、スコータイ時代にタークが一流の王国として機能していたことを示す証拠がある。スコータイ王朝後期にはムアン・タークは現在の県庁所在地であるタークに移動されている。
アユタヤ王朝時代にはビルマ・タウングー王朝の侵攻が激しくなり、タークは防衛都市としての性格を備えるようになった。1569年に前期アユタヤ王朝がビルマによって壊滅した後には当時ビルマの傀儡王であったタンマラーチャーの息子、ナレースワンによって1574年にアユタヤの独立宣言が出されタイ族の居住地の中でもいち早く解放された。後の170年後にアユタヤの王位に就いたナーラーイもムアン・タークの視察に来て軍備を強化している。
アユタヤ王朝の滅亡前には当時アユタヤの官吏であったタークシン（当時の名前はプラヤー・ターク）の赴任先でもあった。プラヤー・タークは本名であるシン（中国語の南方方言の宝に由来）を補って「プラヤー・タークシン」となったが、これは後にプラヤー・タークがアユタヤ滅亡の後、ビルマを駆逐しトンブリー王朝を建国した後にも使用され、最終的にタークシン王とよばれた。
ナレースワンのアユタヤ独立宣言がなされた場所であり、ビルマの占領を退けたタークシンの赴任地だったということから、ターク県はしばしタイ救国の英雄にゆかりの有る地域と言われ、県民の誇りの一つともなっている。

## 県章

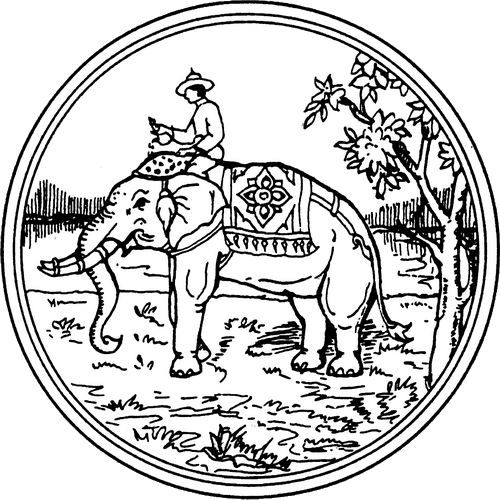
県章

現在のタークの地域およびアユタヤ王朝が1569年にビルマ・タウングー王朝に占領された後、1574年にナレースワン大王によって最初にビルマから解放され、独立宣言が出されたのを記念し、白象に乗るナレースワン大王がデザインされている。
県木は Xylia kerrii である。

## 行政区
ターク県は9の郡（アムプー）に分かれ、その下に63の町（タムボン）、493の村（ムーバーン）がある。
| ターク県の郡 | 1. ムアンターク郡 2. バーンターク郡 3. サームガオ郡 4. メーラマート郡 5. ターソーンヤーン郡 6. メーソート郡 7. ポッププラ郡 8. ウムパーン郡 9. ワンチャオ郡 |